# San Javier Santa María de Migre Airport
San Javier Santa María de Migre Airport är en flygplats i Chile.   Den ligger i provinsen Provincia de Linares och regionen Región del Maule, i den södra delen av landet, 260 km sydväst om huvudstaden Santiago de Chile. San Javier Santa María de Migre Airport ligger 167 meter över havet.
Terrängen runt San Javier Santa María de Migre Airport är kuperad åt nordost, men åt sydväst är den platt. Runt San Javier Santa María de Migre Airport är det ganska glesbefolkat, med 25 invånare per kvadratkilometer.. 
I omgivningarna runt San Javier Santa María de Migre Airport växer huvudsakligen savannskog.